# Widonen
De Widonen (Frans: Widonides, Duits: Guidonen, Widonen, Italiaans: Guideschi, Guidoni, Vitone) waren een Italiaanse familie van Frankische origine die prominent was in de 9e eeuw. Ze stamden af van Guido van Nantes, wiens familie afkomstig was uit Austrasië. Ze waren een agressieve dynastie, die hun machtsbasis uitbreidden tot in de Pauselijke Staten, steeds trouw aan het Rijk en nooit aan de Paus. Ze waren verwant met de Karolingen in de vrouwelijke lijn en een van hen (Guido van Spoleto) maakte op basis hiervan aanspraak op de troon van Frankrijk.
Het eerst lid van de familie om bekendheid te vergaren was Lamberts zoon Guido I, die in 842 door keizer Lotharius I tot hertog van Spoleto werd verheven als Vito di Spoleto. Hij was actief in Lotharingen en Italië, en trouwde zelfs met een lokale Lombardische vrouw, Itta (of Itana), de dochter van Sico van Benevento. Zijn afstammelingen zouden over Spoleto blijven heersen tot 897.
De meest bekende Widonen waren Guido III en zijn zoon Lambert II. Beiden werden koningen van Italië en keizers van het Heilige Roomse Rijk. Guido IV van Spoleto werd ook hertog van Benevento. Een familielid, Fulco van Reims, was zelfs aartsbisschop van Reims, en ondersteunde Guido III in zijn aanspraak op de Franse kroon.